# ウルリケ・マイフェルト
ウリルケ・マイフェルト（Ulrike Nasse-Meyfarth, 1956年5月4日 - ）は西ドイツの陸上競技女子走高跳選手である。

## 経歴
地元で開催された1972年ミュンヘンオリンピックで16歳の高校生のときに当時の世界タイ記録（1.92m）で金メダルを獲得し一躍大会のヒロインになった。16歳での優勝は、オリンピック女子走高跳において最年少記録である。
ミュンヘン以降故障続きと言われ、ほとんど競技会には出場していなかった。1976年モントリオールオリンピックでは1974年ヨーロッパ選手権で世界記録を更新してから連戦連勝のローズマリー・アッカーマン（東ドイツ）を破るとすれば、ブランクはあっても高い潜在能力を秘める彼女以外にないと期待を集めたが予選落ちに終わり、涙を流しながらフィールドを後にした。
1980年モスクワオリンピックではボイコットによる不参加により2大会連続でメダルより遠ざかったが、28歳のときに出場したロサンゼルスオリンピックで再び優勝し、金メダルを獲得した。これは、オリンピック女子走高跳における当時の最年長記録であった。現在、この記録はステフカ・コスタディノヴァ（ブルガリア）が31歳のときに1996年アトランタオリンピックで優勝したことにより破られている。

## 主な成績
| 年   | 大会         | 場所                     | 種目   | 結果 | 記録  |
| ---- | ------------ | ------------------------ | ------ | ---- | ----- |
| 1972 | オリンピック | ミュンヘン(西ドイツ)     | 走高跳 | 1位  | 1.92m |
| 1983 | 世界選手権   | ヘルシンキ(フィンランド) | 走高跳 | 2位  | 1.99m |
| 1984 | オリンピック | ロサンゼルス(アメリカ)   | 走高跳 | 1位  | 2.02m |

## 記録
- 走高跳（屋外） ‐ 2.03m （1983年8月21日）
- 走高跳（室内） ‐ 1.99m （1982年3月7日）